# Jigoro Kano
Jigoro Kano (嘉納 治五郎, Mikaje, 28 de outubro de 1860 – Hikawa Maru, 4 de maio de 1938) foi um educador japonês, atleta e fundador do Judô. Juntamente com o Ju-Jutsu, o Judô foi uma das primeiras artes marciais japonesas a ganhar reconhecimento internacional generalizado e a primeira a se tornar um esporte Olímpico oficial. Inovações pedagógicas atribuídas a Kano incluem o uso de faixas pretas e brancas e a introdução do grau dan para mostrar a classificação relativa entre os membros de um estilo de arte marcial. Máximas bem conhecidas atribuídas a Kano incluem "bom uso de energia" (精力善用, seiryoku zen'yō) e "benefício mútuo" (自他共栄, jita kyōei).
Em sua vida profissional, Kano foi um educador. Nomeações importantes incluíram servir como diretor de educação primária para o Ministério da Educação (文部省, Monbushō) de 1898 a 1901 e como presidente da Escola Normal Superior de Tóquio de 1900 a 1920. Ele desempenhou um papel fundamental na inclusão do judô e do kendo nos programas escolares públicos japoneses na década de 1910.[carece de fontes?]
Kano também foi um pioneiro do esporte internacional. As conquistas incluíram ser o primeiro membro asiático do Comitê Olímpico Internacional (COI) (serviu de 1909 a 1938); representar oficialmente o Japão na maioria dos Jogos Olímpicos realizados entre 1912 e 1936; e servir como porta-voz principal para a candidatura do Japão para os Jogos Olímpicos de 1940.[carece de fontes?]
Suas honrarias e condecorações oficiais incluíram a Primeira Ordem do Mérito e a Grande Ordem do Sol Nascente e o Terceiro Grau Imperial. Kano foi incluído como o primeiro membro do Hall da Fama da Federação Internacional de Judô (FIJ) em 14 de maio de 1999.

## Biografia

### Infância
Jigoro Kano, nasceu em 10 de dezembro de 1860 do calendário Gregoriano (dia 28 do décimo mês do Período Man'en), no vilarejo de Mikage, na então Província Settsu (atual bairro de Higashinada, cidade de Kobe, prefeitura de Hyogo no Japão), quinto filho de Jirōsaku Mareshiba Kano. Seus pais queriam que seguisse a carreira de diplomata ou político, mas Jigorō Kano preferiu o magistério. Embora de personalidade marcante, possuía físico franzino, medindo 1,57 metro de estatura e pesando 48 kg, o que dificultava o seu ingresso na maioria dos esportes.
Em 1870 com 10 anos de idade mudou-se com sua família para Tóquio onde estudou caligrafia,  o idioma inglês, etc.

### Adolescência
Aos 16 anos, decidiu fortificar o corpo, praticando a ginástica, o remo e o basebol. Mas estes desportos eram demasiados violentos para sua débil constituição. Além disso, nas brigas entre estudantes, Kano era sistematicamente vencido. Ferido na sua qualidade de filho de um Samurai decidiu estudar o Ju-jutsu. Quem lhe ensinou os primeiros passos foi o professor Teinosuke Yagi. Posteriormente, em 1877, matriculou-se na Tenjin shinyō-ryū, sendo discípulo do mestre Hachinosuke Fukuda. Em 1879, com a idade de 82 anos, Fukuda morreu e Kano herdou seus arquivos. Tornou-se em seguida aluno do mestre Masatomo Iso, um sexagenário que possuía os segredos de uma escola derivando igualmente do Tenjin Shin'yō-ryū.
Continuando o seu treinamento, Jigoro Kano torna-se vice-presidente da escola. Infelizmente, Masatomo Iso, morreu muito cedo e Kano novamente encontrou-se sem professor. Contudo Kano continuou a treinar intensamente, mas um bom professor lhe era indispensável. Foi então que procurou o mestre Tsunetoshi Iikubo que lhe ensinou a técnica da escola kitō-ryū. Como Kano até então só praticara sempre as lutas corpo a corpo, sempre usando roupas normais, a escola de kitō ensinou-lhe o combate com armadura. Pouco a pouco, Kano fez a síntese das diversas escolas criando um sistema próprio de disciplina, continuando, no entanto a treinar com o mestre Iikubo até 1885.

### Kodokan
Em maio de 1882, Jigoro Kano inaugura o seu primeiro dojô (academia de artes marciais), o Kodokan (講道館). Este evento é normalmente considerado o nascimento do Judô. O Kodokan estava inicialmente localizado no segundo andar de um templo budista Eishoji de Kita Inaritcho, bairro de Shimoya em Tóquio, onde havia doze jos (jo medida de superfície, módulo de tatame). O primeiro aluno inscreveu-se em 5 de junho de 1882, chamava-se Tomita. Depois vieram Higushi, Arima, Nakajima, Matsuoka, Amano Kai e o famoso Shiro Saigo. As idades oscilavam entre 15 e 18 anos. Kano albergou-se e ocupou-se deles como se fosse um pai. Foi um período difícil, mas apaixonante, o jovem professor não tinha dinheiro e o shiai-jo media 20m², mas a escola progrediu e em breve tornou-se célebre.
| “ | Eu estudei jujutsu não somente porque o achei interessante, mas também, porque compreendi que seria o meio mais eficaz para a educação do físico e do espírito. Porém, era necessário aprimorar o velho jujutsu, para torná-lo acessível a todos, modificar seus objetivos que não eram voltados para a educação física ou para a moral, nem muito menos para a cultura intelectual. Por outro lado, como as escolas de jujutsu apesar de suas qualidades tinham muitos defeitos - concluí que era necessário reformular o jujutsu mesmo como arte de combate. Quando comecei a ensinar o jujutsu estava caindo em descrédito. Alguns mestres desta arte ganhavam a vida organizando espetáculos entre seus alunos, por meio de lutas, cobrando daqueles que quisessem assistir. Outros se prestavam a ser artistas da luta junto com profissionais de sumô. Tais práticas degradantes prostituíam uma arte marcial e isso me era repugnante. Eis a razão de ter evitado o termo jujutsu e adotado o do judô. E para distinguí-lo da academia Jikishin Ryu, que também empregava o termo judô, denominei a minha escola de Judô Kodokan, apesar de soar um pouco longo. | ” |

### Técnicas
Jigoro Kano desenvolveu as técnicas de amortecimento de quedas (ukemis), bem como criou uma vestimenta especial para o treino do judô (o judogui), pois o uniforme utilizado pelos cultores de jujutsu, denominado hakamá provocava freqüentemente ferimentos. A nova arte do mestre tinha duas formas distintas, uma abrangia as técnicas de queda, imobilizações, chaves e estrangulamentos. Essa forma evoluiu para o esporte de combate e a outra parte consistia nas técnicas de golpear com as mãos e os pés, em combinações com agarramentos e chaves para imobilização, inclusive ataques em pontos vitais, atemi waza. Essa forma evoluiu para a defesa pessoal, goshin-jutsu.

### Judô e o Sonho Olímpico
Idealizado e desenvolvido por Jigoro Kano, o judô se tornou um dos mais conhecidos esportes do mundo. O combate esportivo de Jigoro Kano trazia a essência do esporte em sua criação.
Primeiro japonês a fazer parte do Comitê Olímpico, Kano sempre lutou para que o Japão fosse sede dos Jogos. Fato que só aconteceu após sua morte, nas olimpíadas de Tóquio 1964, ano em que pela primeira vez a luta criada por Jigoro Kano esteve no programa Olímpico.
Atualmente o judô é um dos esportes olímpicos, presente regularmente na programação do evento desde 1972.

### A morte de Jigoro Kano
Jigoro Kano nos legou vários manuscritos, nos quais em geral assinava com pseudônimos, dentre estes, um muito usado por ele era "Ki Itsu Sai" que quer dizer, tudo é unidade. Kano também era poliglota, pois falava quatro línguas além do japonês: francês, alemão, inglês e espanhol. Lamentavelmente a 4 de maio de 1938, morre Jigoro Kano de problemas pulmonares, a bordo do transatlântico "Hikawa Maru", quando voltava do Cairo, onde havia presidido a assembleia geral do comitê internacional dos jogos olímpicos. Não houve para ele tempo de assistir a Universidade do Judô, mas tinha certeza da sua perpetuação. "Quando eu morrer, o Judô Kodokan não morrerá comigo, porque muitas coisas virão a ser desenvolvidas se os princípios de minha arte continuarem sendo estudados".

## Cronologia
- 1860 – Nasceu em Mikage, na atual província de Hyogo, em 28 de outubro. Terceiro filho de Jirosaku Mareshiba Kano, ele recebeu o nome de infância Shinnosuke.
- 1871 – Ingressou na Seitatsu Shojuku, uma escola privada de Tóquio, onde ele recebeu aulas de Keido Ubukata.
- 1873 – Entrou na Ikuei Gijuku, uma escola privada em Karasumori, Shiba, Tóquio. Recebeu instruções especiais em Inglês e Alemão de professores nativos.
- 1874 – Ingressou na escola de línguas estrangeiras de Tóquio.
- 1875 – Ingressou na escola Kaisei.
- 1877 – Ingressou na Tenshinshinio-ryu e estudou com Hachinosuke Fukuda.
- 1878 – Fundou o primeiro clube de basebol do Japão (Kasei Baseball Club).
- 1879 – Estudou o jujutsu na escola do mestre Masatomo Iso.
- 1881 – Formou-se pela Universidade Imperial de Tóquio, em Literatura, Ciências Políticas e Política Econômica. Estudou o jujutsu na kitō-ryū com o mestre Tsunetoshi Likugo.
- 1882 – Começou a dar palestras e mais tarde passou a professor em Gakushuin. Criou o judô e Fundou a Kodokan. Terminou seus estudos de Ciências Estéticas e Morais.
- 1883 – Fundou o Kobukan, uma escola para estudantes chineses e passou a ser Diretor.
- 1884 – É adido ao Palácio Imperial.
- 1885 – Obteve a 7ª Categoria Imperial.
- 1886 – Passou a vice-diretor da Gakushuin. Obteve a 6ª Categoria Imperial
- 1889 – Deixou de ser vice-diretor em Gakushuin para aceitar na Casa Imperial um cargo. Fez uma viagem à Europa, onde visitou organizações educacionais.
- 1891 – Casou-se com Sumako, filha mais velha do então embaixador coreano, Seizei Takezoe, da qual teve nove filhos, seis meninas e três meninos. Tornou-se diretor da quinta escola de segundo grau, na prefeitura de Kumamoto. Em abril é nomeado conselheiro do Ministro da Educação Nacional.
- 1893 – Tornou-se diretor da primeira escola de segundo grau de Tóquio, subsequentemente diretor da escola normal de Tóquio.
- 1895 – Obteve a 5ª Categoria Imperial.
- 1897 – Demitiu-se da escola normal de Tóquio, mas tarde, aceita seu cargo de volta. Criou a sociedade Zoshi-Kai e funda os institutos Zenyo Seiki, Zenichi, para a cultura dos jovens. Editou a revista "Kokusai".
- 1898 – Foi diretor da educação primária no Ministério da Educação Nacional.
- 1899 – Tornou-se presidente da comissão do Butokukai (Centro de Estudos das Artes Marciais).
- 1901 – Tornou-se diretor da escola normal de Tóquio pela terceira vez. Nesta época, o judô e o kendô alcançam uma grande popularidade.
- 1902 a 1905 – Foi enviado por duas vezes a China pelo Ministro Nacional em missão cultural. Em outubro de 1905 obteve a 4ª Categoria Imperial.
- 1907 – Fundou no Butokukai os três primeiros katas do judô.
- 1909 – Tornou-se o primeiro japonês membro do comitê olímpico internacional. Modificou os estatutos do Kodokan, tornando-o uma entidade pública.
- 1911 – Foi eleito presidente da Federação Desportiva do Japão.
- 1912 – Foi enviado em missão cultural à Europa e América.
- 1915 – Fundou a revista Kodokan. Recebeu do rei da Suécia por ter participado ativamente da organização dos 7º Jogos Olímpicos a medalha de honra ao mérito.
- 1920 – Consagrou-se inteiramente ao judô. E julho, assistiu aos Jogos Olímpicos de Antuérpia, visitando depois a Europa.
- 1921 – Demitiu-se da presidência da Federação Desportiva do Japão.
- 1922 – Eleito membro da Casa dos Nobres.
- 1924 – Foi nomeado professor honorário da Escola Normal Superior de Tóquio (Tóquio Higner School).
- 1928 – Esteve presente nos Jogos Olímpicos em Amsterdã como membro do COI.
- 1932 – Deslocou-se aos Estados Unidos para assistir aos Jogos Olímpicos de Los Angeles. Tornou-se conselheiro do gabinete de Educação Física do Japão. Participou por duas vezes no Conselho dos Jogos Olímpicos que lançara o convite para os jogos japoneses (1932-1934).
- 1936 – Assistiu aos XI Jogos Olímpicos de Berlim.
- 1938 – Esteve na Reunião do COI no Cairo, onde propôs que Tóquio fosse escolhida como sede dos XII Jogos Olímpicos. Morreu em 4 de maio, no mar, na viagem de volta. Recebeu a título póstumo o 2º Grau Imperial do período Taisho.